# Фахсафлоуи
Фахсафлоуи (на исландски: Faxafloi) е голям залив на западното крайбрежие на Исландия. Разположен е между полуостровите Снайфедлснес на север и Гюдълбрингю на юг. Вдава се в сушата на 60 km. Ширина на входа (между носовете Маларив на северозапад и Скагафльос на югозапад) 90 km. Дълбочина в откритата част 50 – 100 m. Бреговете на Фахсафлоуи са предимно ниски, заблатени и силно разчленени от множество по-малки фиорди (Брейдавик, Хавюрстфиорд, Боргарфиорд, Лейрарвогюр, Хвалфиорд, Кодлафиорд, Стаксфиорд и др.) и полуострови между тях. В него се намират множество малки островчета, като най-големи са Гамлаейри и Хьорсей. Предимно от изток се вливат няколко по-големи реки – Хитарау, Западна Хвитау, Лангау, Аулфтау, Лахсау и Лаксау. По крайбрежието на залива са разположени най-големите градове на Исландия – столицата Рейкявик, Коупавогюр, Хапнарфьордюр, Акранес, Кеплавик и др., в които живее над 3/4 от населението на страната.